# Katarína Ištóková
Katarína Ištóková (ur. 12 lipca 1986) – słowacka piłkarka, grająca na pozycji pomocnika. Od rundy wiosennej sezonu 2010/2011 jest zawodniczką RTP Unii Racibórz, dokąd przeszła ze Slovanu Bratysława. Piłkarka ma na koncie także występy w reprezentacji Słowacji.